# Madame Léon Pain
'Madame Léon Pain' est un cultivar de rosier obtenu en France en 1904 par le rosiériste Pierre Guillot. Son succès ne se dément pas depuis plus d'un siècle.

## Description
'Madame Léon Pain' est une rose moderne hybride de thé, issue du croisement de 'Madame Caroline Testout' (Pernet-Ducher, 1890) x 'Souvenir de Catherine Guillot' (Pierre Guillot, 1895). 
Les formes arbustives de ce cultivar présentent un port érigé de 90 cm à 100 cm de hauteur et de 90 cm de largeur en moyenne. Le feuillage est vert clair et semi-brillant. Ses grandes fleurs doubles d'un rose léger argenté avec le revers des pétales rose saumoné exhalent un parfum modéré. Elles comportent 17 à 25 pétales généralement en petits bouquets de trois et mesurent plus de 10 cm en moyenne. La floraison est abondante à la fin du printemps ou au début de l'été, plus clairsemée en automne.

## Culture
'Madame Léon Pain' tolère la mi-ombre, mais préfère le soleil pour une meilleure floraison. Sa zone de rusticité est de 6b à 9b, il s'agit donc d'une plante vigoureuse résistante au froid hivernal; mais son pied a besoin d'être protégé par grand froid.